# Chemnitz-Schloßchemnitz
Schloßchemnitz ist ein Stadtteil von Chemnitz. Der Ortsteil wurde 1859 aus den beiden Landgemeinden „Schloßgasse“ und „Schloßvorwerk“ gebildet und wurde am 1. Oktober 1880 eingemeindet. Durch Schloßchemnitz führen die B 95 (Leipziger Straße) und die B 107 (Blankenauer Straße). Angrenzend an Schloßchemnitz sind die Stadtteile Zentrum, Kaßberg, Altendorf, Borna-Heinersdorf, Furth und Hilbersdorf.
In diesem Stadtteil befinden sich die Schloßkirche mit benachbartem Schloßbergmuseum, die Eissporthalle mit Eisschnelllaufbahn, der Küchwald mit Festwiese, Parkeisenbahn und Kosmonautenzentrum sowie der Schönherrpark, der Schloßteich und die Schloßschule. Die Chemnitz durchfließt Schloßchemnitz zwischen Mühlenstraße und dem Heizkraftwerk in Furth.

## Geschichte

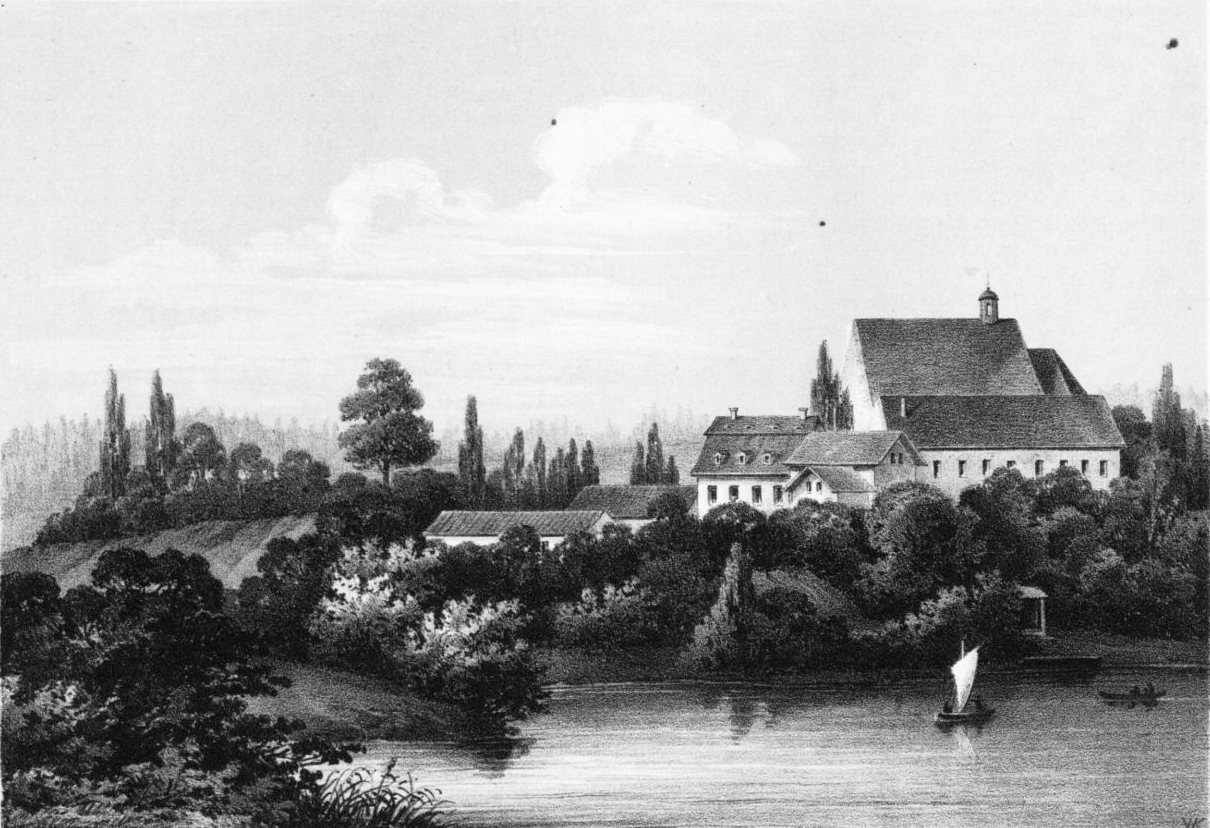
Schlossvorwerk Chemnitz (um 1860)

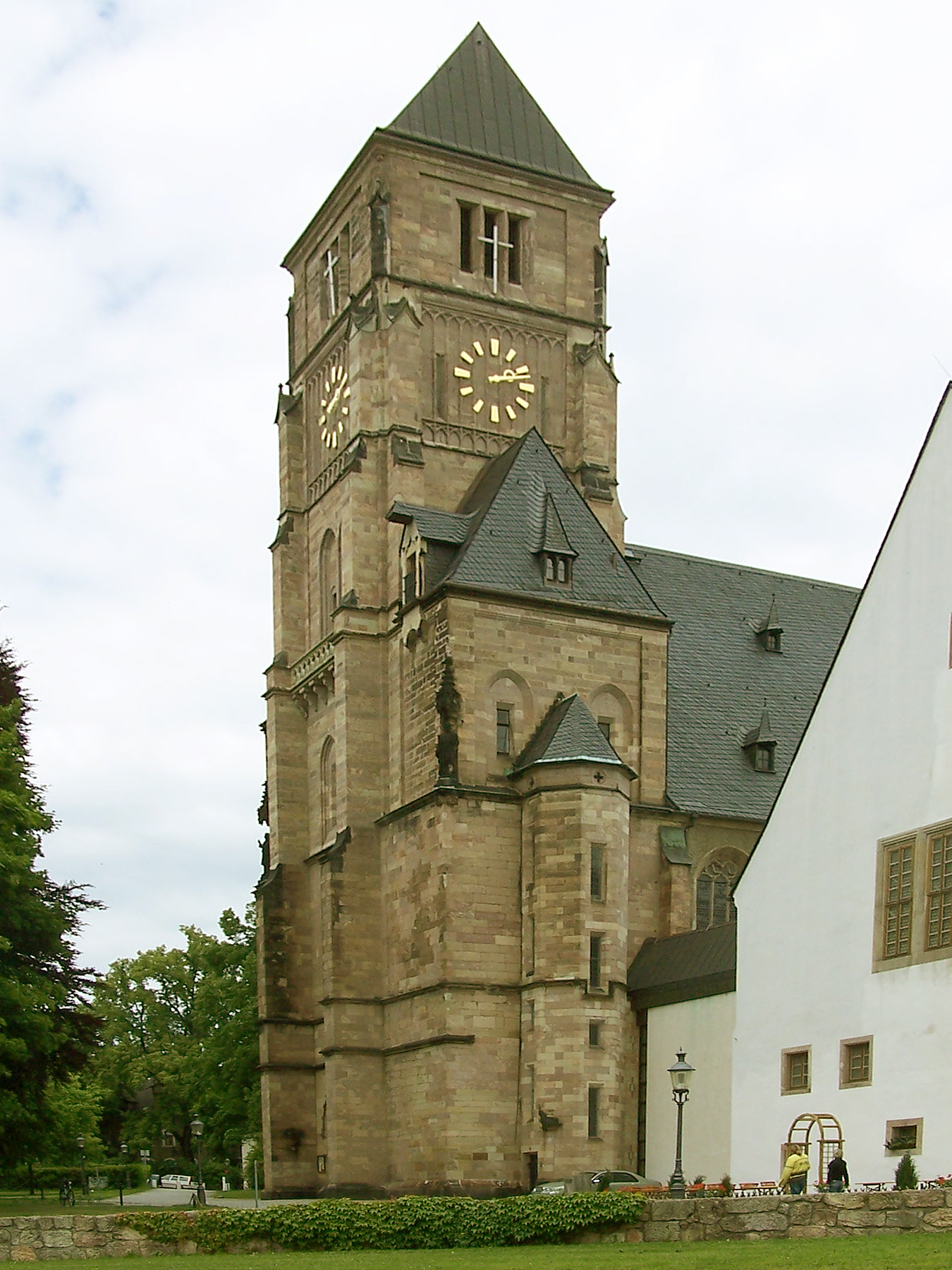
Schloßkirche

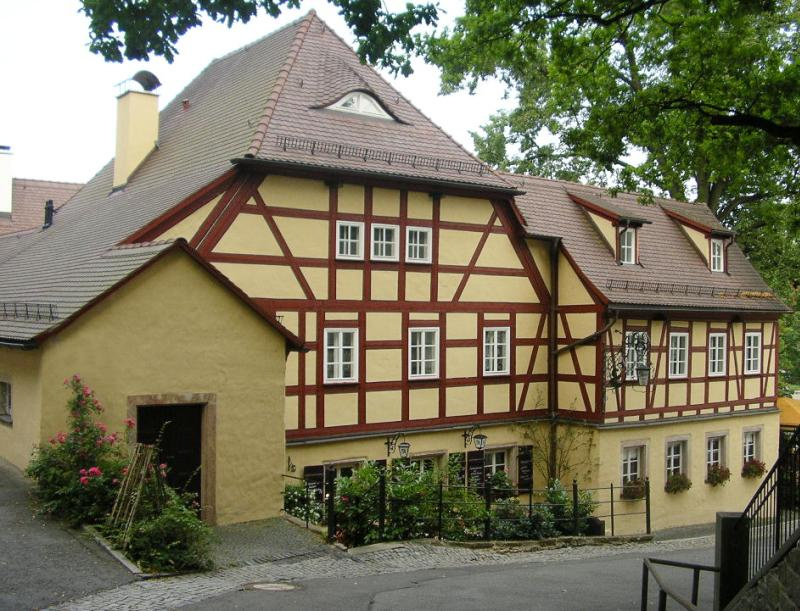
Das „Kellerhaus“ am Schloßberg

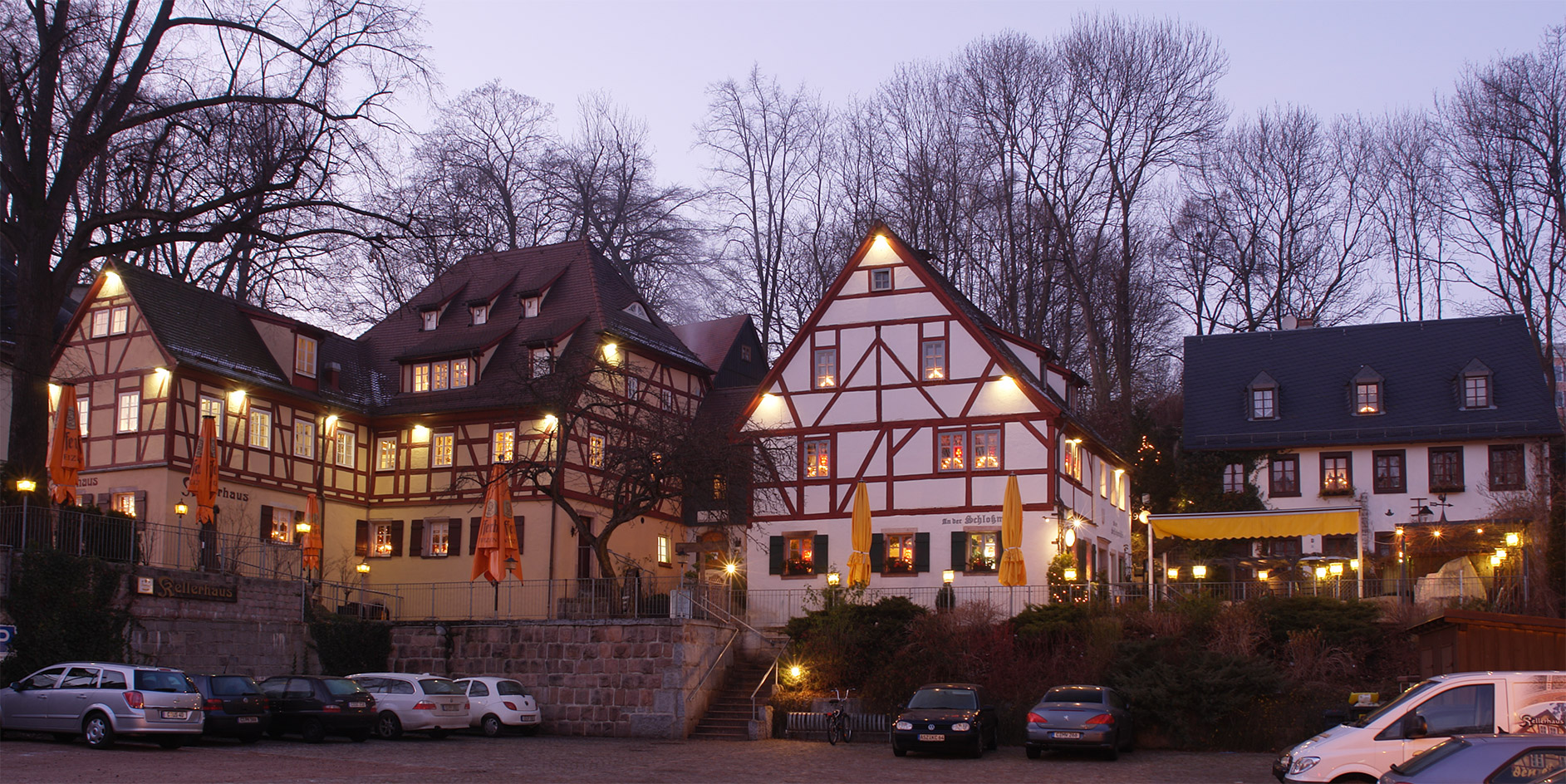
Gasthäuser am Schloßberg

Mit der Gründung des Chemnitzer Benediktinerklosters im Jahr 1136 beginnt nicht nur die Geschichte des heutigen Stadtteils Schloßchemnitz, sondern auch die von Chemnitz. Im Schutze des Klosters wurde im ausgehenden 12. Jahrhundert von hier aus die Stadt in der Chemnitzaue gegründet.

### Kloster, Schloss
Durch König Lothar III. und dessen Gemahlin Richenza wurde 1136 das Chemnitzer Kloster gestiftet und mit Pegauer Benediktinermönchen besetzt. In einer schriftlichen Nachricht König Konrads III. an den Vogt des Klosters findet das Kloster 1143 seine Ersterwähnung. In dieser Urkunde wurde dem Kloster das Recht zur Gründung eines Marktes verliehen. Zu dieser Zeit besaßen die Äbte schon die Hochgerichtsbarkeit und ein Gebiet im Umkreis von zwei Meilen. Zu den zinspflichtigen Klosterdörfern zählten um 1200 Kappel, Klaffenbach, Adorf, Neukirchen, Altendorf, Altchemnitz, Gablenz und Stelzendorf. In Schwierigkeiten brachte das Kloster der Verlust zahlreicher Güter an den Böhmenkönig Ottokar I., weshalb Kaiser Friedrich II. den Benediktinern 1216 den Schaden ersetzte. Der Papst forderte zudem 1226 das Magdeburger Erzbistum zu materiellem Beistand auf, so konnte eine Auflösung des Klosters und die Einfügung in das Zisterzienserkloster Buch (bei Leisnig) verhindert werden. Erst für 1254 wird wieder ein Aufschwung bezeugt, so erwarb man die Patronatsrechte über St. Jakobi und St. Johannis in Chemnitz.
1338 wurde das Kloster mit der Herrschaft Blankenau, den Dörfern Glösa, Furth, Borna, Draisdorf und Heinersdorf, belehnt. 1375 wurde die Herrschaft Rabenstein mit den Dörfern Löbenhain, Kändler, Grüna, Siegmar, Höckericht und Pleißa käuflich erworben. Durch diesen Kauf übertrug sich die Vogtei über das Kloster und ein Drittel der Gerichtsfälle in Chemnitz an den Abt. Zu den größeren Auseinandersetzungen des Klosters gehörte die Rabensteiner Fehde von 1386 unter Abt Albrecht von Leisnig (1390 nur flüchtig beigelegt) und der Grundstücksverkauf (Borssendorf, Streitdorf, Teile von Bernsdorf, Gablenz und Kappel) an die Stadt Chemnitz 1402.
Unter Abt Heinrich von Schleinitz (1483–1522) wurde alle bisherige Prachtentfaltung des Klosters übertroffen. Er ließ Kloster und Kirche umfangreich umbauen und hielt sich einen schon fast fürstlichen Hof. Dies sorgte für weiteren Zündstoff in den Volksmassen der Klosterdörfer.
Der Auflösungsprozess des Klosters begann unter Abt Hilarius von Rehburg, er konnte die Abwanderung der Mönche vom Kloster nicht aufhalten. Ihm stand ab 1524 eine breite, von der lutherischen Reformation bestimmte bürgerliche Oppositionsbewegung entgegen, worauf seit 1539 die Mönche nur noch „still geduldet“ waren. 1541 verließen noch mehr Mönche das Kloster und 1546 gab Hilarius die Pacht über das Kloster auf. Nach der Auflösung des Benediktinerklosters erfolgte seit 1548 der Umbau der Klosteranlagen in ein kurfürstliches Schloss.
Kurfürst Friedrich August I. verkaufte 1702 das Gebäude des kurfürstlichen Vorwerks, nahe dem heutigen Schloßbergmuseum, an den Augustusburger Amtshauptmann von Günther, das von da an ein Rittergut mit eigener Gerichtsbarkeit war. Daraus bildete sich die Gemeinde „Schloßvorwerk“. Im ausgehenden 19. Jahrhundert wurde die Gemeinde Schloßchemnitz, die 1859 durch die Vereinigung der Gemeinden „Schloßvorwerk“ und „Schloßgasse“ entstand, durch die fortschreitende Industrialisierung zu einem Arbeitervorort mit typischen Mietskasernen. Die Gemeinde wuchs immer mehr mit der Stadt zusammen und wurde 1880 nach Chemnitz eingemeindet. Die älteste Arbeitersiedlung der Stadt, die Hartmannsiedlung an der Gottfried-Keller-Straße, entstand im späten 19. Jahrhundert. Um ein Naherholungsgebiet für die Chemnitzer zu schaffen, erwarb die Stadt 1885 den Küchwald. Bis 1897 befand sich noch die Schloßmühle am Fuße des Schloßbergs, die von 1748 bis Mitte des 19. Jahrhunderts der Chemnitzer Kaufmannsfamilie Siegert gehörte.
Seit 1930 sind die verbliebenen Gebäudeteile Sitz des Schloßbergmuseums. Ausgestellt ist ein aus dem 15. Jahrhundert stammender Sarkophag in Form eines Heiligen Grabes und die von Hans Witten geschaffene „Schmerzensmutter“ aus dem 16. Jahrhundert. Das Schloßbergmuseum bietet darüber hinaus ständig Sonderausstellungen. Alljährlich findet auf dem Gelände das „Lichterfest“ statt.
Am Fuße des Schloßberges lag seit 1495 ein Kupferhammer, die Neumühle am linken Chemnitzufer wurde erst 1546/52 erbaut (heute erinnert das 1876 errichtete Neumühlenwehr nahe der Georgstraße an diese Mühle).

### Schloßkirche

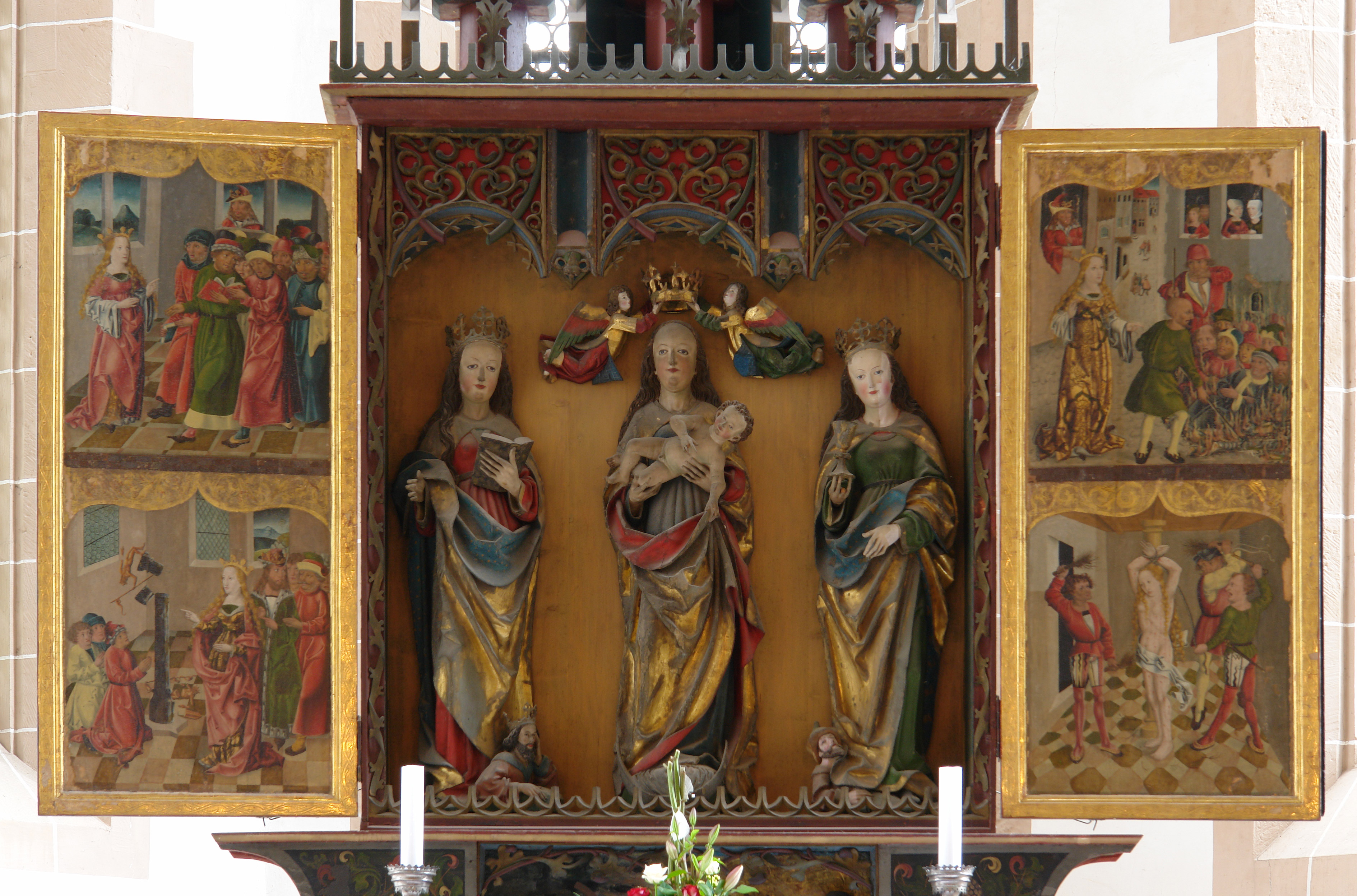
Altar

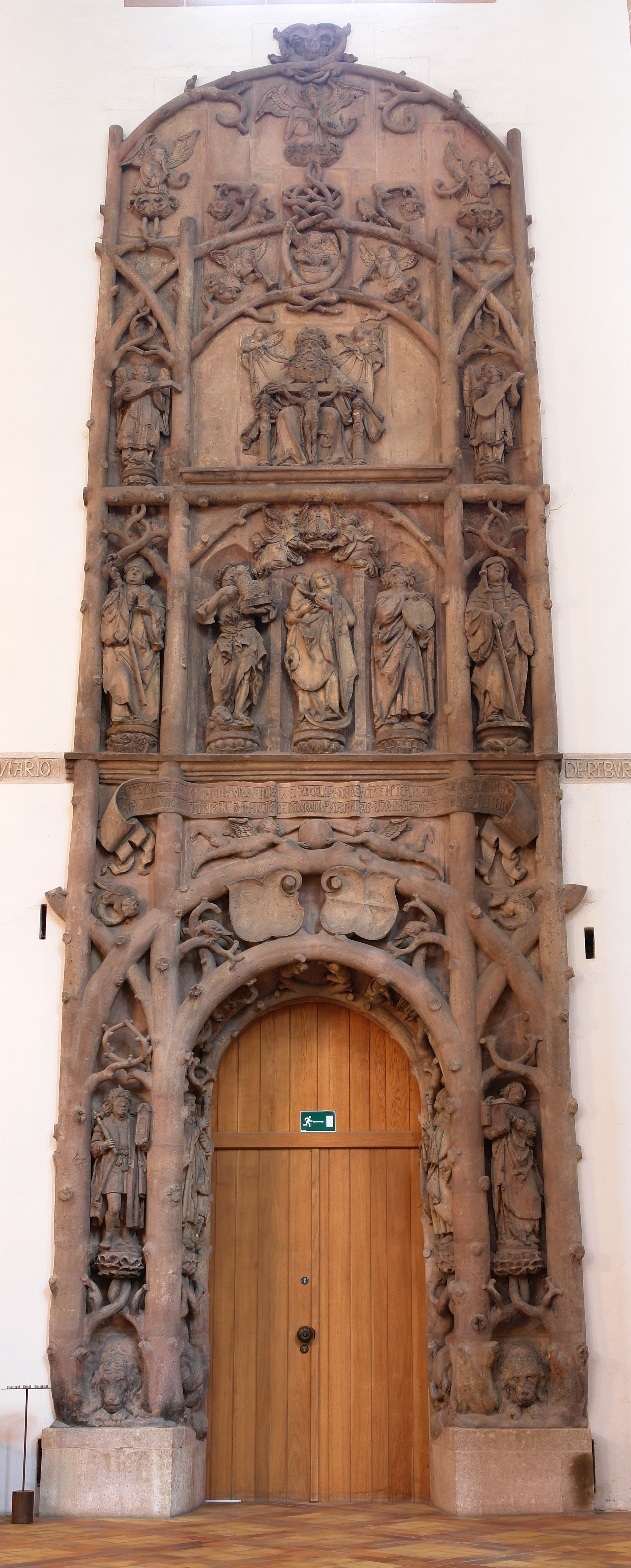
Nordportal

Eine erste Kirche am Ort der heutigen Schloßkirche entstand bereits im 12. Jahrhundert, an die sich südlich die Klosteranlage des Benediktinerklosters anschloss. Sie war als Marienkirche geweiht. Durch einen groß angelegten Umbau ließ Abt Heinrich von Schleinitz eine neue Kirche auf den Grundmauern der alten Kirche errichten und das Kloster ab 1499 in Form der obersächsischen Spätgotik umbauen. Bis Mitte des 16. Jahrhunderts erfolgten noch einige weitere Umbauten an der Kirche.

#### Chorraum
Als Ausstattungsgegenstände ist zum einen der barocke Taufstein mit hölzernem Deckel zu erwähnen. Er wurde 1668 geschaffen und steht im Chorraum.
Der gotische Hauptaltar (Katharinenaltar) wurde 1499 von Pankratius Grueber für die Großenhainer Katharinenkirche geschaffen. Er befindet sich als Leihgabe in der Schlosskirche. Das Altarretabel zeigt Heiligenbilder und vor allem Szenen aus dem Leben und Martyrium der Heiligen Katharina. Oberhalb des Altarschreins befindet sich eine Figur des leidenden Christus.
Das Sakramentshäuschen wird auf das Jahr 1300 datiert. Im Deckengewölbe des Chorraumes befinden sich Fresken, die auf das Jahr 1530 datiert werden. Sie zeigen die vier Evangelisten. Die Wandkanzel stammt aus dem Jahr 1538.

#### Nordportal
An der Südseite des Langraumes innerhalb der Kirche befindet sich auch das Nordportal, das 1504–1505 von Meister Hans Witten erbaut, und 1525 von Franz Maidburg vollendet wurde. Es war ursprünglich an der Schauseite der Kirche um das Hauptportal errichtet und musste aus konservatorischen Gründen abgebaut und im Kirchenraum aufgestellt werden. Das Portal ist ca. 11 Meter hoch und zeigt eine Darstellung der Welterlösung, über drei Ebenen verteilt. Die obere Ebene (die göttliche Ebene) stellt die Dreieinigkeit dar: Gott-Vater auf dem Thron, der gekreuzigte Christus, auf dem Kreuz die Taube als Symbol des heiligen Geistes, umrahmt von musizierenden und anbetenden Engelsfiguren. Die mittlere Ebene verbindet die göttliche mit der weltlichen Ebene und zeigt Maria mit dem Jesuskind, die Patronin der Klosterkirche, umrahmt von Figuren des Johannes des Evangelisten und Johannes des Täufers. Außen stehen die beiden Ordensheiligen, der heilige Benedikt und die heilige Scholastika von Nursia. Die untere, weltliche Ebene enthält Löwengestalten, die den Wächterdienst vor dem Heiligtum versinnbildlichen. Außerdem finden sich hier Figuren der Klostergründer (Kaiser Lothar und seine Frau Richenza) sowie zweier Äbte (Heinrich von Schleinitz und Hilarius von Rehburg). Im Türbogen befindet sich Eva auf einem Baumstumpf, ihr gegenüber der Satan, und unter dem Spruchband halten zwei Engel die Erdkugel als Gegenstand der Erlösung.

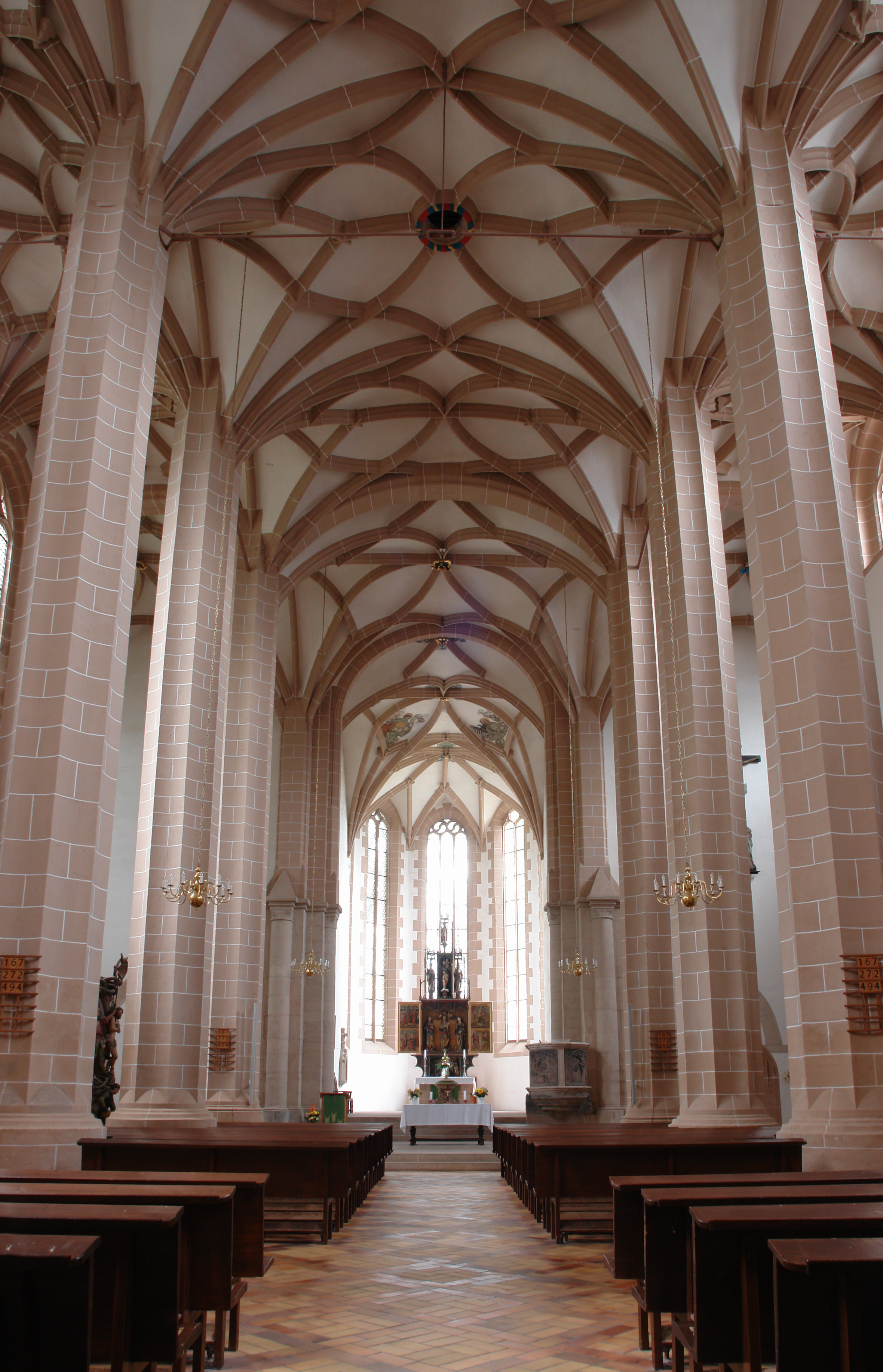
Innenansicht
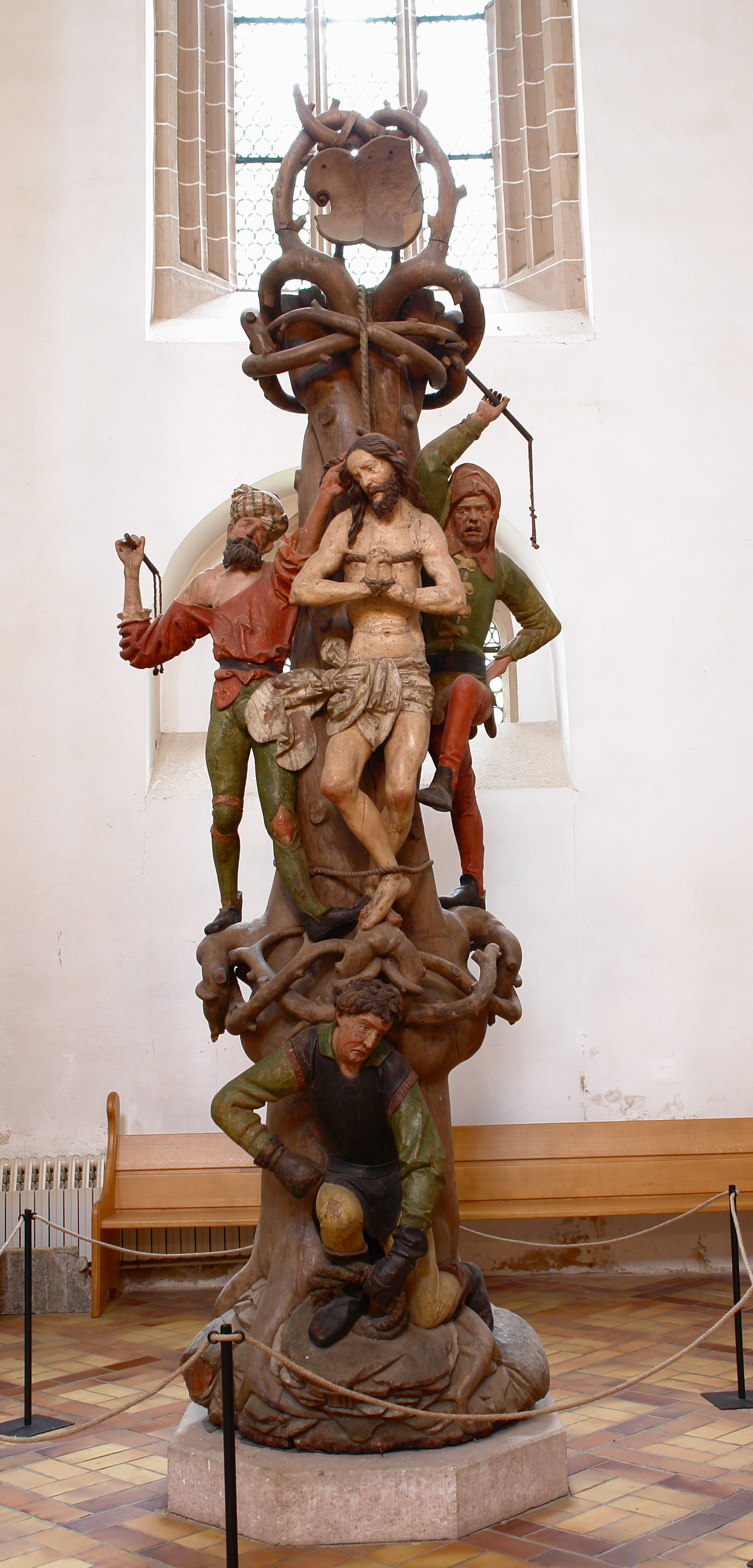
Geißelsäule

#### Orgel
Die große symphonisch-romantische Orgel der Schlosskirche wurde in den Jahren 2006 bis 2010 von der Orgelbaufirma Vleugels (Hardheim) erbaut. Das Instrument orientiert sich an Orgeln des französischen Orgelbauers Aristide Cavaillé-Coll. Es hat 48 Register auf drei Manualen und Pedal. Die Spieltrakturen sind mechanisch, unterstützt durch eine historische Barker-Maschine für das Hauptwerk und die Manualkoppeln an das Hauptwerk. Die Registertrakturen sind elektrisch.

### Schloßteich

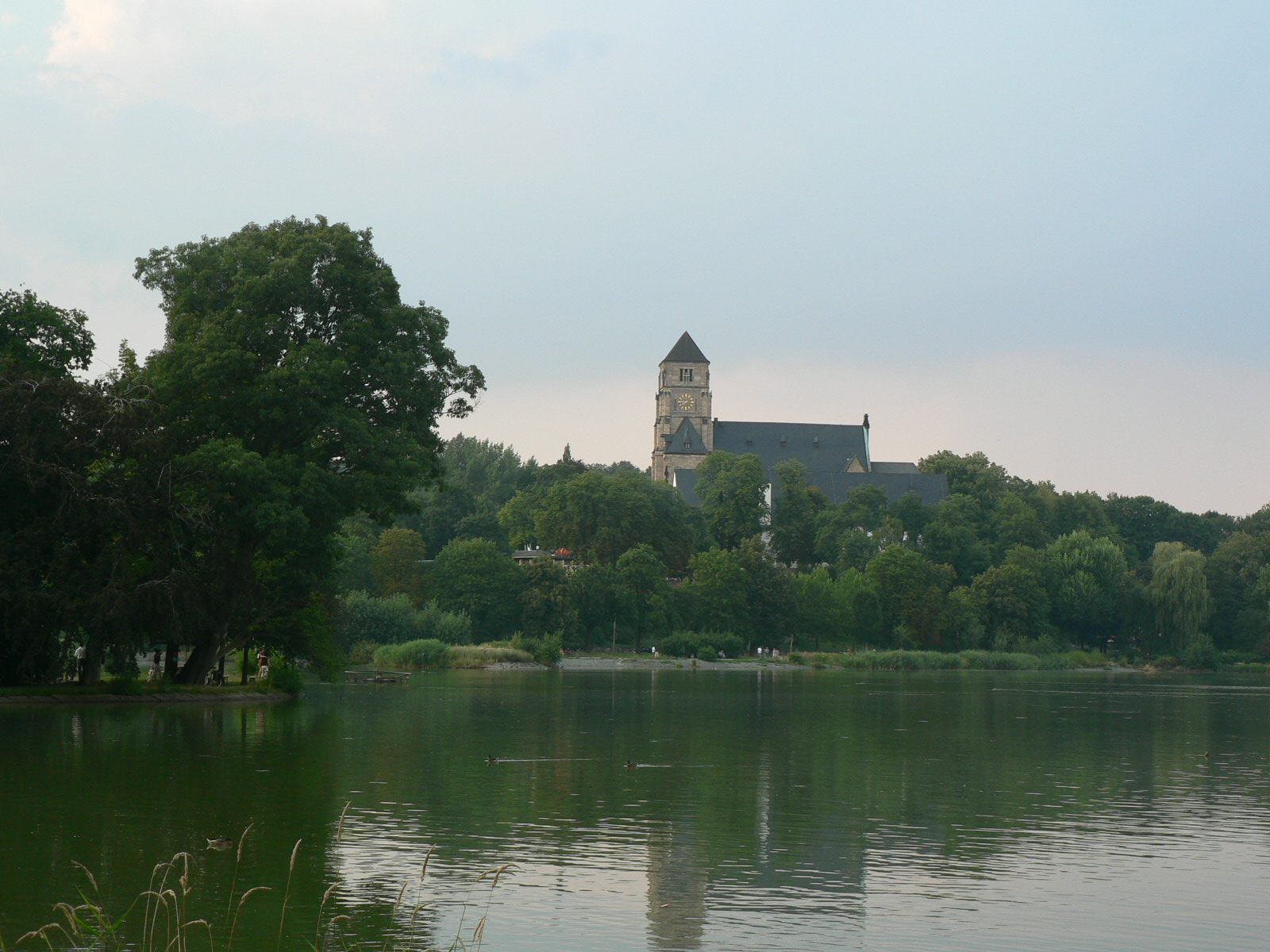
Der Schloßteich und die Schloßkirche

Das Schloßteichgelände gehörte von Beginn an zum Chemnitzer Kloster. Abt Heinrich von Schleinitz ließ 1493 den Schloßteich als Fischteich für das Kloster anlegen. Um den Schloßteich floss der Pleißenbach herum, der auch noch heute den Teich bewässert. Nach der Auflösung des Klosters (1540) wurde der Teich dem Amt Chemnitz bis 1818 unterstellt und 1860 von der Stadt Chemnitz für 19.000 Mark aufgekauft, weil die Trockenlegung und Bebauung durch einen Bürger drohte, schließlich in ein Erholungsgebiet umgebaut. Auf der Schloßteichinsel entstand 1913 der Zipper-Brunnen, eine Ehrung für den Stadtrat Robert Zipper in Anerkennung seines Bemühens um den Schloßteich. Die starke Verschlammung des Teichareals wurde durch die Schaffung der Insel behoben, die Planung zu ihrer gartenbaulichen Ausgestaltung übernahm der Dresdner Hofgärtner Poscharsky. Die Einweihung der Insel durch den hiesigen Verschönerungsverein fand 1870 statt. Nach dem Zweiten Weltkrieg entstand ein neuer Konzert-Pavillon.
Durch den Konkurs der Sächsischen Maschinenfabrik A.G. und dem einhergehenden Abbruch der Fabrikhallen am Schloßteich konnte ab 1930 der Schloßteichpark erweitert werden. Es wurde eine Brunnenanlage geschaffen, an deren Fuße die 1868 geschaffene Figurengruppe „Die vier Tageszeiten“ von Johannes Schilling aufgestellt wurde. Diese standen zunächst auf dem Treppenaufgang der Brühlschen Terrasse in Dresden (1872–1897, dort stehen seitdem bronzene Abgüsse) und wurden 1898 der Stadt Chemnitz geschenkt und auf dem Theaterplatz, an der Stelle des heutigen „Chemnitzer Hof“ aufgestellt.
Eine Ernst-Thälmann-Skulptur befindet sich am Eingang des Schloßteichparks Promenadenstraße / Arndtplatz. Unweit davon sind die Schloßteichhallen für Messeveranstaltungen in der DDR-Zeit entstanden.
Während der wärmeren Jahreszeiten können am Schloßteich Ruder- und Paddelboote ausgeliehen werden. Im Winter wird der vereiste Schloßteich von den Chemnitzern gern als Eislauffläche genutzt.

### Küchwald
Im Nordwesten des Stadtteils befindet sich das Naherholungsgebiet „Küchwaldpark“. Dieser Park wurde 1900 bis 1915 vom städtischen Gartendirektor Otto Werner geschaffen. Innerhalb dieses Parks fährt seit 1953 (in seiner heutigen Strecke seit 1. Mai 1954) die Parkeisenbahn Chemnitz (ehemals „Pioniereisenbahn“). An der Stelle der ehemaligen, 1909 errichteten „Küchwaldschänke“ entstand die 1960 eröffnete Freilichtbühne, die viele kulturelle Veranstaltungen bot, unter anderem ein Freilichtkino. Dieses Gelände war lange Zeit völlig verwildert, da sich nach der politischen Wende in der DDR kein neuer Betreiber dieses Komplexes fand. Seit 2010 wird die Küchwaldbühne von dem Verein zur Förderung der Küchwaldbühne e. V. für Kinder- und Jugendtheater, Kleinkunst und Kammer- und Chormusik genutzt. Erwähnenswert ist auch das 1964 eröffnete Kosmonautenzentrum „Sigmund Jähn“ mit dem 36 Meter hohen Modell einer Rakete, die eine reine Fantasiekonstruktion ist. Sportlich betätigen kann man sich auf den Tennisplätzen unweit der Festwiese, auf der alljährlich das Pressefest der „Freien Presse“ begangen wird. Am westlichen Rand befindet sich die am 6. Oktober 1965 eröffnete Eissporthalle, in der auch Katarina Witt trainierte.
Noch Ende des 18. Jahrhunderts reichte der Küchwald bis an die Gebäude des ehemaligen Schlosses. Erstmals urkundlich erwähnt wurde er 1541 („Kuchenwaldt“), erneut 1590 („Küchenwaldt“). Zur Zeit des Chemnitzer Klosters wurde hier das benötigte Holz geschlagen und auch gejagt. Die Stadt Chemnitz erwarb den Küchwald im Jahre 1885 und baute ihn zum Naherholungspark aus.

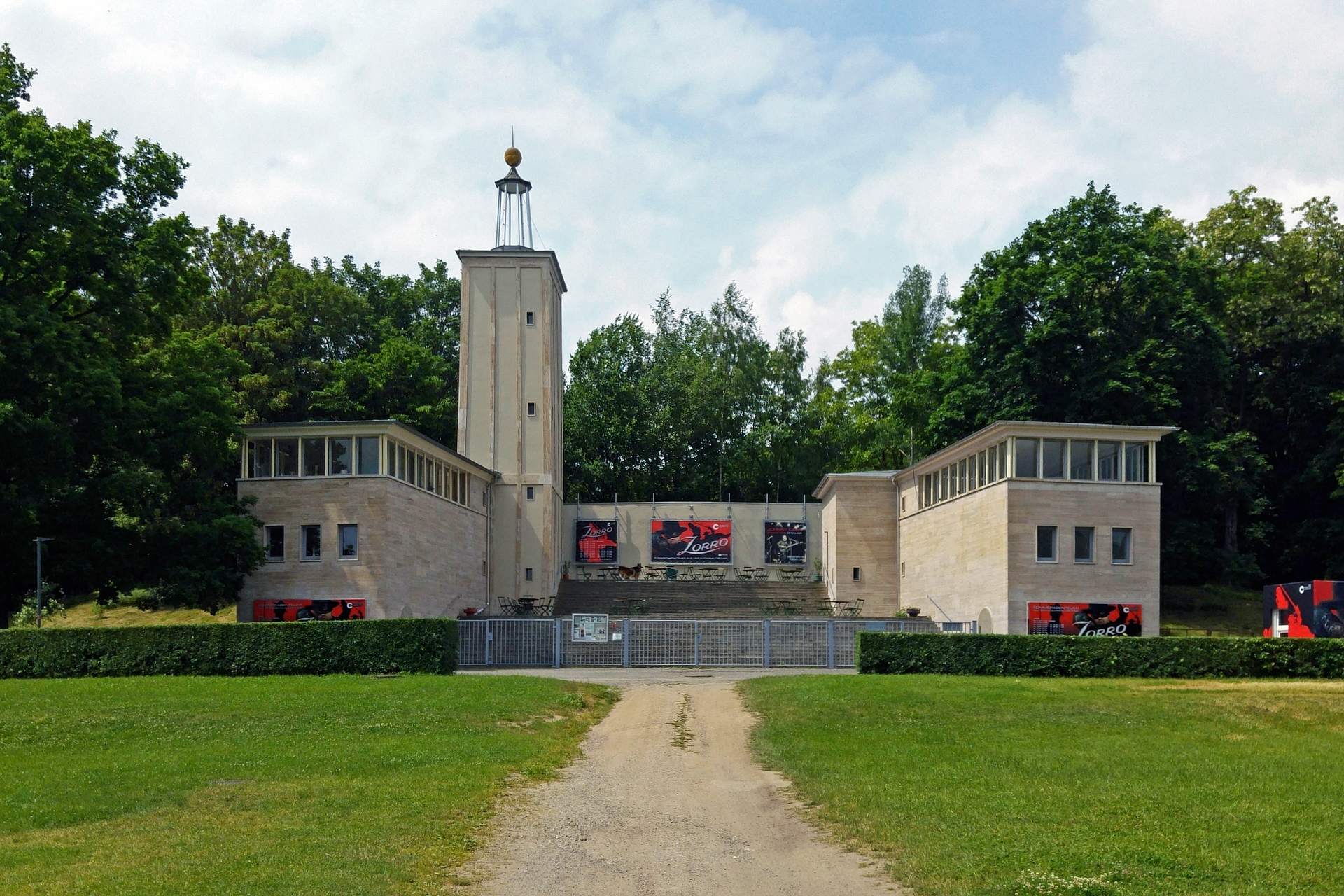
Die Freilichtbühne, Küchwaldbühne
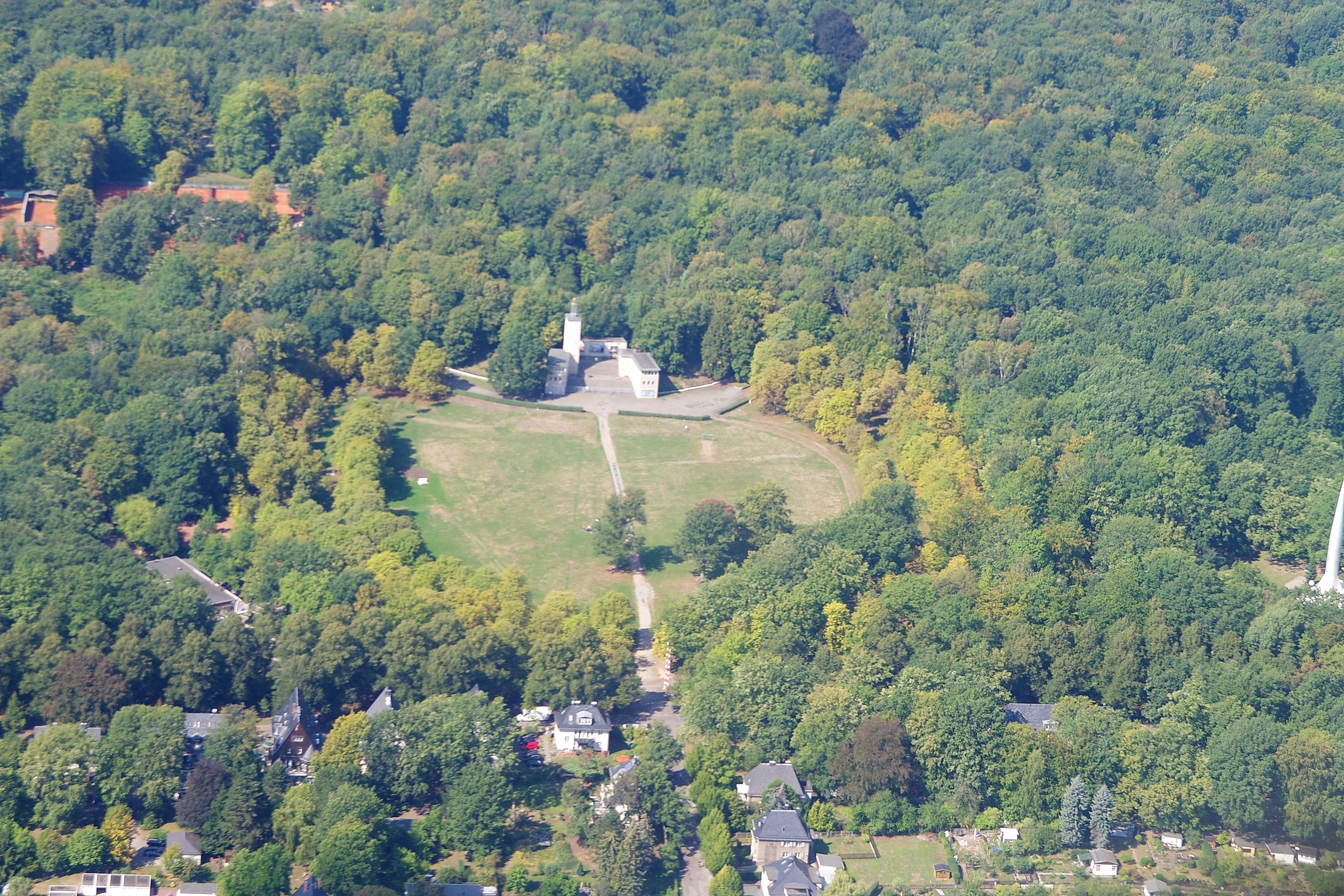
Küchwald mit Festwiese und Freilichtbühne

## Schönherrpark

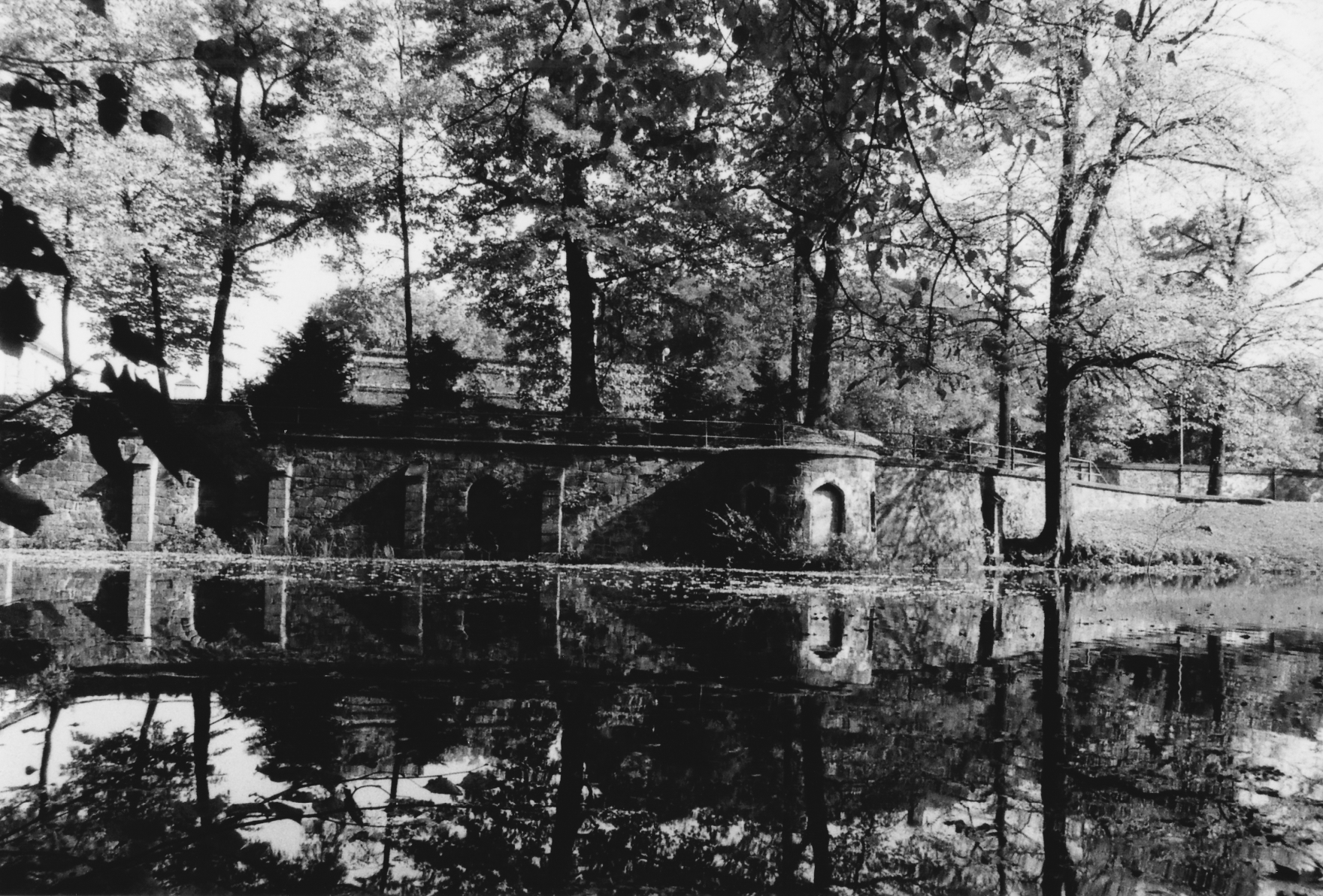
Teich im Schönherrpark

Am Fuße des östlichen Küchwaldhanges entstand im 19. Jahrhundert nahe der Schönherr-Fabrik, am damaligen Fischweg (heute Schönherrstraße), der Schönherr-Park. Er wurde vom Webstuhlfabrikanten Louis Schönherr gestiftet.

## Lukaskirche
Schon 1885 erwarb die St.-Petri-Gemeinde, die auf dem Theaterplatz ansässig war und zu der die Lukasgemeinde bis 1897 gehörte, ein Areal auf dem Josephinenplatz für den Bau einer neuen Kirche. Aus einem 1897/1898 durchgeführten Architekturwettbewerb ging der Entwurf von Ernst Giese und Sohn (Dresden) siegreich hervor. 1899 wurde mit dem Bau begonnen, und 1901 konnte die fertiggestellte Lukaskirche eingeweiht werden. Im März 1945 wurde der Bau durch Bomben zerstört, seine Ruine wurde 1947 abgetragen. Aus einzelnen Mauerteilen wurde ein Gedenkstein errichtet. Seit dieser Zeit sind die beiden Gemeinden auch wieder vereint.

## Richard Hartmann AG bzw. Sächsische Maschinenfabrik AG
1844 verlegte Richard Hartmann seinen Maschinenbaubetrieb von der Chemnitzer Klostervorstadt nach Schloßchemnitz. Das Firmengelände befand sich beiderseits der Hartmannstraße und reichte bis an die Fabrikstraße und bis zum Schloßteich. In dieser, 1870 in Sächsische Maschinenfabrik AG umbenannten, Manufaktur wurden Lokomotiven, Werkzeugmaschinen, Dampf- und Spinnereimaschinen hergestellt. Für die Chemnitzer war es jahrelang ein Spektakel, wie die großen Lokomotiven mit einem Pferdegespann zum Hauptbahnhof gebracht wurden. Im Jahr 1903 erhielt die Gesellschaft einen eigenen Eisenbahnanschluss, so konnten die Lokomotiven direkt zum nahegelegenen Altendorfer Güterbahnhof an der Bahnstrecke Küchwald–Obergrüna gelangen. In der Zeit der Weltwirtschaftskrise ging das Unternehmen 1930 in Konkurs. Die am Schloßteich gelegenen Fabrikgebäude wurden abgebrochen und das Gelände in eine Parkanlage umgewandelt. Das ehemalige Verwaltungsgebäude (1896 und 1922 erbaut) wird heute von der Polizeidirektion Chemnitz-Erzgebirge bzw. dem Polizeirevier Chemnitz-Mitte genutzt.

## Sehenswertes

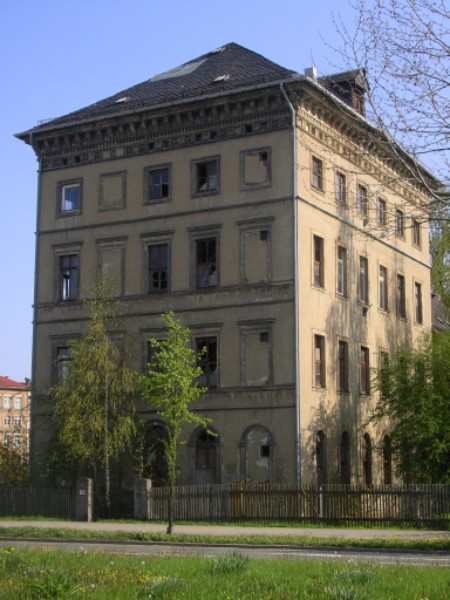
Die ehemalige Kattundruckmanufaktur Schüffner an der Müllerstraße

- Schloßteich mit dem Schloßteichbrunnen und den Schillingschen Figuren
- Schloßkirche
- Schloßbergmuseum
- „Kellerhaus“ und umliegende spätmittelalterliche Gebäude am Fuße des Schloßbergs
- Küchwald-Park mit Parkeisenbahn, Eissporthalle und Kosmonauten-Zentrum
- Schönherrpark
- Ehemalige Kattundruckmanufaktur Schüffner an der Müllerstraße (1851 errichtet)

## Verkehr
Der Stadtteil Schloßchemnitz ist durch die Stadtbuslinien 21, 22, 23, 32, 76 und der Nachtbuslinie N18 der CVAG zu erreichen.
Durch Schloßchemnitz fuhr einst die Straßenbahnlinie 4 stadtauswärts über die Hartmannstraße und Leipziger Straße nach Borna sowie die Straßenbahnlinie 7 von der Stadt her, über die Mühlenstraße kommend, über den Zöllnerplatz nach der Blankenauer Straße nach Glösa.